# Bill Spivey
William Edwin "Bill" Spivey (Lakeland, Florida, 19 de marzo de 1929-Quepos, Costa Rica, 8 de mayo de 1995) fue un jugador de baloncesto estadounidense que tras ser implicado en un asunto de amaño de partidos en su etapa universitaria, fue vetado por la NBA, transcurriendo su carrera profesional en ligas menores. Con 2,13 metros de estatura, jugaba en la posición de pívot.

## Trayectoria deportiva

### Universidad

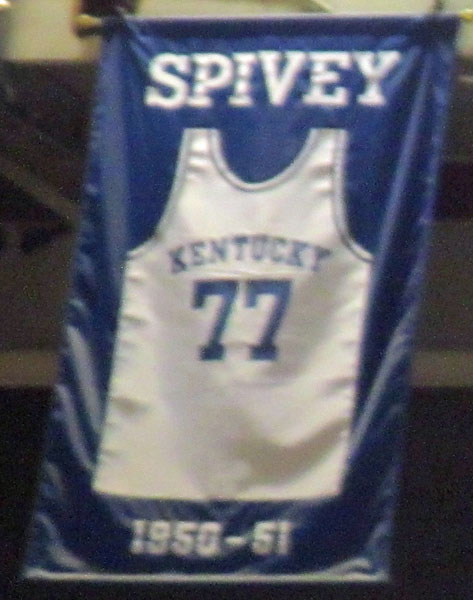
Camiseta con el nº 77 retirada por la Universidad de Kentucky

Tras acabar el instituto, recibió ofertas de becas de muchas universidades estadouidenses, pero fueron los ojeadores de los Wildcats de la Universidad de Kentucky, los que informaron a su entrenador, Adolph Rupp, de las cualidades del jugador, y tras una única prueba fue becado por la universidad. Jugó dos temporadas, en las que promedió 19,2 puntos por partido. En ambas temporadas fue incluido en el mejor quinteto de la Southeastern Conference, siendo elegido en el tercer equipo All-American en 1950 y en el primero en 1951, año en el que además fue nombrado Mejor Jugador del Torneo de la NCAA tras la victoria de su equipo ante Kansas State en la final.
La temporada 1951-52 la comenzó lesionado en una rodilla, lesión que necesitó de intervención quirúrgica. Pero antes de poder regresar a las canchas, surgió el escándalo de amaño de apuestas deportivas en el que se vieron involucrados un total de 32 jugadores en 86 partidos, entre ellos Spivey, que siempre se declaró inocente. A pesar de ello, se le acusó de mentir bajo juramento hasta en siete ocasiones, pero tras 13 días de juicio, el jurado se mostró partidario de la absolución, y el juicio fue declarado nulo. Pero la universidad no le levantó el veto.

### Profesional
A pesar de ser absuelto en el juicio, el entonces comisionado de la NBA, Maurice Podoloff le vetó a él y al resto de 32 jugadores presuntamente involucrados. Los Cincinnati Royals intentaron su fichaje, pero Podoloff se negó. Spivey presentó una demanda contra la NBA y contra su comisionado, pidiendo una indemnización de más de 800.000 dólares. Posteriormente afirmó que se habían violado sus derechos en virtud de la Ley Antimonopolio de Sherman, y demandó a la liga en el Tribunal Federal. en respuesta, Podoloff le ofreció 10.000 dólares, que finalmente aceptó.
En octubre de 1952 disputó dos partidos con los Elmira Colonels de la ABL en los que anotó 21 y 32 puntos respectivamente. Jugó posteriormente en el equipo de exhibición de los Detroit Vagabonds, y durante las siguientes tres temporadas jugó en equipos vinculados a los Harlem Globetrotters como rivales.
A partir de 1957, jugó diez de las doce restantes temporadas como profesional en la EPBL. Comenzó jugando dos años en los Wilkes-Barre Barons, donde cobraba 200 dólares por partido. con los que ganó el campeonato en las dos temporadas, siendo elegido mejor jugador del torneo en 1959. El 20 de abril de 1958 anotó 62 puntos en un partido por el título contra Easton Madisons, estableciendo un récord de los playoffs de la EBL. En 1959 se convirtió en el primer jugador de la historia de la liga en anotar 1.000 puntos en una temporada, logrando además 64 en un partido.
En 1959 ficha por los Baltimore Bullets. En su primera temporada promedió 36,3 puntos por partido, su mejor marca en la EPBL. En 1960 disputó un partido de exhibición en Milford (Connecticut) que le dio la oportunidad de enfrentarse a la estrella de la NBA Wilt Chamberlain, que jugó con los Milford Chiefs. Spivey acabó el encuentro con 30 puntos y 23 rebotes, cifras equiparables a las de Chamberlain, que logró 31 puntos y 27 rebotes.
Tras consegir su tercer campeonato de la EPBL con los Bullets, en 1961 fichó por los Hawaii Chiefs de la efímera ABL, donde pasó dos temporadas, la segunda con el equipo trasladado a Long Beach, en las que promefió 22,7 puntos y 10,7 rebotes por partido. En su primera temporada acabó como segundo mejor anotador del campeonato, sólo superado por Connie Hawkins, y fue incluido en el segundo mejor quinteto de la liga.
Regresó a la EPBL para jugar con los Scranton Miners, donde permaneció 5 temporadas, siendo la más productiva la 1964-65, en la que promedió 27,0 puntos por partido. Acabó su carrera de vuelta en los Wilkes-Barre Barons.